# Горани
Гораните или горанците (друго самоназвание – нашинци или нашенци) са малка помашка общност, живееща в планинския район Гора, по северните склонове на Шар планина от двете страни на границата между Албания и Косово, на юг от Кукъс и Призрен. Албанците наричат населението на Гора горани (goranë), торбеши (torbeshë),„българи“ („Bulgareci“)  или ги характеризират като потур (poturë).
През XVIII век (до началото на XIX век, включително) са ислямизирани, но са запазили своя език и обичаи. В миналото гораните са известни в различни части на Балканския полуостров като майстори-бозаджии и халваджии. Диалектът на гораните, наричан от тях нашински или горански, спада към така наречените преходни у-говори.
В Република Сърбия живеят 7 770 горанци (2022г.).

## Гора
Горанските селища в Косово (Призренска гора) са Рапча, Горни Кръстец, Долни Кръстец, Орчуша, Любовища, Радеша, Лещане, Кукаляне, Вранище, Млике, Диканце, Глобочица, Бачка, Брод, Зли поток, Крушево, Рестелица. Общинският център на Косовска гора е Драгаш (Шар), имащ статут на град. Значителна част от населението в Драгаш е албанска, преселена от съседната област Ополе след административното ѝ присъединяване към Гора.
Един от известните горани в бивша Югославия е Фахрудин Юсуфи, бивш югославски футболен национал, играч на „Партизан“ и „Шалке 04“, роден през 1939 г. в село Зли поток.
След Косовската криза от 1999 го. и натиска от страна на албанското мнозинство голяма част от жителите на Косовска гора се изселват. Днес гораните в Косово наброяват около или под 10 000 – 11 000 души. В останалите части на Сърбия според преброяването от 2002 г. живеят 4581 горани, от които по-голямата част – в Белград (3340 души).

## Гора в Албания
Най-голямото горанско село в Албания е Шищевец (Шищейец) – 1500 д. Останалите осем горански села в Албания са: Борие (Борье), Орешек, Църнелево, Оргоста, Кошарище, Запот, Пакища и Очикле. Немалко горани са се преселили в албански градове като Кукъс, Тирана и други. От рода Докле от село Борие са бившият заместник министър-председател на Албания Намик Докле и етнографът и историк Назиф Докле.

## Гора в Северна Македония
Преселници от Гора живеят и в 2 села в Северна Македония: Урвич и Йеловяне, където са силни процесите на турцизация и албанизация.

## Организации
През 2004 г. в областта Жупа на изток от Гора, в село Долно Любине, Косово е създадено Културно-просветно дружество на българите в Жупа „Български мохамедани“ (на сръбски: Kulturno-prosvetno društvo Bugara iz Župe „Bugarski Muhamedani“). Новата организация си поставя за цел да съхранява и развива културата и традициите на българската общност в Косово. Президент на организацията е Фикрет Карадолами.